# ترانس-۲٬۱-دی‌آمینوسیکلوهگزان
ترانس-۲٬۱-دی‌آمینوسیکلوهگزان (به انگلیسی: Trans-1,2-Diaminocyclohexane) یک ترکیب شیمیایی با شناسه پاب‌کم ۴۷۹۳۰۷ است. شکل ظاهری این ترکیب، مایع بی‌رنگ است.